# Utscheid
Utscheid là một đô thị ở huyện Bitburg-Prüm, trong bang Rheinland-Pfalz, phía tây nước Đức. Đô thị Utscheid có diện tích 5,75 km², dân số thời điểm ngày 31 tháng 12 năm 2006 là 486 người.